# Baia di Bancroft
La baia di Bancroft è una baia larga circa 6 km all'imboccatura, situata sulla costa di Danco, nella parte occidentale della Terra di Graham, in Antartide. La baia si trova in particolare a ovest della penisola di Reclus, che la separata dalla baia di Charlotte, dove è delimitata a est dall'estremità occidentale della suddetta penisola e a ovest da punta Icarus, e al suo interno, da sud, si getta il flusso del ghiacciaio Bayly.

## Storia
La baia di Bancroft è stata scoperta e grossolanamente mappata dalla spedizione belga in Antartide del 1897-99, comandata da Adrien de Gerlache. Negli anni 1950, la baia è stata mappata più del dettaglio dal British Antarctic Survey, allora ancora conosciuto come Falkland Islands Dependency Survey (FIDS), grazie a fotografie aeree scattate dallo stesso FIDS durante ricognizioni aeree effettuate nel periodo 1955-57, ed è stata così battezzata nel 1960 dal Anthony D. Bancroft, uno dei ricognitori facente parte delle sopraccitata esplorazioni del FIDS.